# GRS 1915+105
GRS 1915+105 (aussi appelé V1487 Aquilae ou Nova Aquilae 1992) est un microquasar dans notre galaxie situé à environ 35 900 al du Système solaire dans la constellation de l'Aigle. Il contient un trou noir stellaire en orbite avec une étoile ordinaire dont il arrache une partie de la masse. Il fut, en 1994, le premier objet galactique où des jets radio superluminiques furent observés et le premier objet astrophysique où le phénomène de jet supraluminique fut établi avec certitude, les autres candidats existant étant plus loin, évoluant plus lentement et étant de ce fait plus difficiles à interpréter.

## Découverte
GRS 1915+105 fut découverte par le satellite artificiel franco-russe Granat le 15 août 1992, lors d'une phase d'activité qui vit son émission en X avoir un surcroît important d'intensité. Ce phénomène lui valut également une désignation de nova, en l'occurrence Nova Aquilae 1992, mais cette désignation est nettement moins commune que la désignation Granat GRS 1915+105. La première tentative d'association à une contrepartie optique échoua en 1993. La même année, GRS 1915+105 put être observé en radio par le Very Large Array (VLA), qui montra également une forte augmentation de luminosité, conséquence du regain d'activité de 1992. Cette observation permit de déterminer avec grande précision la localisation exacte de cet objet, puis sa contrepartie dans le domaine infrarouge.

## Caractéristiques physiques
GRS 1915+105 est une binaire X à faible masse, c'est-à-dire que son étoile compagnon est une étoile de la séquence principale de faible masse, dont le type spectral est K/M III. Elle forme avec elle une orbite relativement grande, de période orbitale d'environ 33,5 jours. C'est la plus grande période orbitale connue à ce jour (2006) pour un tel système, loin devant V404 Cygni (6,47 jours).
La nature de trou noir de GRS 1915+105 est révélée par l'analyse de l'orbite révélée par l'étoile compagnon. Par spectroscopie il est possible d'extraire une quantité appelée fonction de masse, qui donne une limite inférieure à la masse du compagnon sombre de l'étoile. Cette fonction de masse vaut ici 9,5±3 {\displaystyle M_{\odot }}, largement plus que la masse maximale d'une naine blanche (1,4 masse solaire) ou d'une étoile à neutrons (entre 2 et 3 masses solaires). Ce trou noir arrache de la masse à son étoile compagnon, masse qui spirale et s'échauffe en tombant vers le trou noir, ce qui se traduit par une émission de rayons X transitoire, la perte de masse due au phénomène de débordement du lobe de Roche étant comme pour la quasi-totalité des binaires X à faible masse relativement irrégulière. La masse du trou noir est évaluée à 14±4 {\displaystyle M_{\odot }} par l'intermédiaire de l'analyse du spectre de son étoile compagnon, dont la masse est, elle, estimée à 0,81±0,53 {\displaystyle M_{\odot }}. Cette masse associée au type spectral observé est compatible avec le fait qu'une portion significative de la masse de l'étoile ait déjà été absorbée par le trou noir, comme attendu pour un système de ce type s'il est observé dans un état suffisamment évolué.
En 1997 fut mis en évidence le phénomène d'oscillations quasi périodiques (QPO) dans GRS 1915+105 à l'aide du satellite Rossi X-ray Timing Explorer (RXTE). En particulier, des QPO centrées sur la période de 67 Hz confortent très fortement l'interprétation de trou noir de masse égale à l'estimation de 14±4 {\displaystyle M_{\odot }} obtenue par ailleurs.
En 2006, l'analyse du spectre X de cet objet permit de poser des contraintes très fortes sur son moment cinétique. Il put ainsi être déterminé à un très haut degré de confiance que le moment cinétique étant extrêmement proche de la valeur maximale d'un trou noir en rotation (trou noir de Kerr), puisque étant contrainte à être supérieure à 98 % de sa valeur maximale,.

## Jet supraluminique
GRS 1915+105 fut le premier objet galactique exhibant le phénomène de jets supraluminiques, une illusion d'optique due à la relativité restreinte et une perspective particulière, qui donne l'impression qu'un jet se déplaçant légèrement moins vite que la lumière mais dans une direction proche de celle d'observation se déplace, en apparence, à une vitesse supérieure à celle de la lumière.
De tels phénomènes se produisent également au sein des quasars, qui sont des noyaux de galaxies lointaines, mais sont plus difficiles à étudier du fait de l'éloignement de ces galaxies. La mise en évidence de ce phénomène pour un objet proche, avec de bien meilleures conditions d'observation, a ainsi permis de valider l'hypothèse selon laquelle les quasars et plus généralement les trous noirs de tout type sont susceptibles d'éjecter de la matière à des vitesses très proches de celle de la lumière lorsqu'ils sont dans une phase d'activité où ils engloutissent de la matière (on parle d'accrétion).
La mise en évidence de ce jet supraluminique fut effectuée en 1994 par Felix Mirabel et Luis F. Rodriguez. Cette découverte motiva l'attribution du Prix Bruno Rossi à ces deux astronomes en 1996.